# 国鉄タキ8500形貨車
国鉄タキ8500形貨車（こくてつタキ8500がたかしゃ）は、かつて日本国有鉄道（国鉄）及び1987年（昭和62年）4月の国鉄分割民営化後は日本貨物鉄道（JR貨物）に在籍している私有貨車（タンク車）である。

## 概要
本形式は、パラアルデヒド専用の30t 積タンク車として1960年（昭和35年）12月16日に1両（コタキ8500）が三菱重工業にて製作された。
記号番号表記は特殊標記符号「コ」（全長 12 m 以下）を前置し「コタキ」と標記する。
本形式の他にパラアルデヒドを専用種別とする形式は他に例が無く唯一の存在である。
落成時の所有者は、大日本セルロイドでありその常備駅は信越本線（現在のえちごトキめき鉄道）の新井駅である。所有者の名称は1966年（昭和41年）2月17日に「ダイセル」、1980年（昭和55年）1月に「ダイセル化学工業」へ変更された。
1979年（昭和54年）10月より化成品分類番号「燃30」（燃焼性の物質、引火性液体、危険性度合3（小））が標記された。
タンク体は、腐食防止のためステンレス鋼(SUS304)製であり、保温のため厚さ50mmのグラスウール断熱材を巻き薄鋼板製のキセ（外板）が設置されている。荷役方式は、積込みは積込口からの上入れ、積み下ろしは液出管と空気管使用による上出し方式である。液出管と空気管はS字管を装備している。
車体色は黒色、寸法関係は全長は11,000mm、全幅は2,500mm、全高は3,874mm、台車中心間距離は6,900mm、実容積は30.5m3、自重は19.3t、換算両数は積車5.0、空車2.0であり、台車はベッテンドルフ式のTR41Cである。
1987年（昭和62年）4月の国鉄分割民営化時には車籍がJR貨物に継承され、2010年（平成22年）4月1日現在も在籍している。